# Agalychnis lemur
L'Agalychnis lemur (Boulenger, 1882) è una specie di raganella appartenente alla famiglia Phyllomedusidae, diffusa in America Centrale e meridionale.

## Descrizione
Le femmine di questa specie sono più grandi dei maschi raggiungendo una lunghezza di 40–45 mm a gambe distese per un peso di circa 4 g, mentre i maschi non superano i 30–35 mm di lunghezza a gambe distese e un peso di 2 g. La scarsità di muscolatura negli arti costringe questa rana a spostarsi utilizzando tutti e quattro gli arti invece che saltare utilizzando esclusivamente quelli posteriori. La colorazione varia dal verde brillante durante le ore diurne al marrone durante la notte, questo cambiamento della colorazione durante il giorno ottimizza la sua capacità di mimetismo.

## Biologia
È una specie prevalentemente notturna e durante le ore diurne rimane attaccata alla parte inferiore delle foglie, si ritiene si cibi principalmente di insetti, anche se la sua dieta non è totalmente conosciuta. La riproduzione avviene continuamente durante tutta la durata della stagione delle piogge, durante la quale la femmina depone circa 20 uova alla volta.

## Distribuzione e habitat
È riscontrabile in foreste tropicali e subtropicali umide ad altitudini comprese tra i 440 e i 1600 m in Panama, Costa Rica e Colombia.

## Conservazione
È noto che il numero di individui è diminuito dell'80% in dieci anni, si crede che questo calo sia dovuto prevalentemente alla chitridiomicosi, anche se è stato scoperto che questa specie è una delle più resistenti all'epidemia e probabilmente questa è la ragione per la quale sopravvivono ancora alcuni individui ad El Copé. La distruzione dell'habitat costituisce un'ulteriore minaccia per la specie.